# Neoseiulus arenarius
Neoseiulus arenarius är en spindeldjursart som beskrevs av Denmark och Edland 2002. Neoseiulus arenarius ingår i släktet Neoseiulus och familjen Phytoseiidae. Inga underarter finns listade i Catalogue of Life.